# Lelem
Lelem est un petit village du Cameroun, situé sur l'axe lourd Douala-Dschang.
Ce village est rattaché à l'arrondissement de Melong situé dans le département du Moungo. C'est un village Mbo dont la population est cosmopolite et est constituée majoritairement des ressortissants de la Menoua et du Nord-ouest et dont l´activité économique est essentiellement agricole. 

## Histoire
Parmi les sites archéologiques datant de l'âge du fer du sud Cameroun, l'un se trouve à Lelem Mangwete. Lelem est un village des mbo qui a connu depuis son existence trois grands chefs le chef mouatong mouatong qui succédera son père le chef Ekango, le tout premier chef du village lelem mouatong,et en suite sa majesté Dr Epoh Hervé succédera sa majesté mouatong mouatong après son décès, ce village à Pour danse traditionnelle le djuintong,

## Géographie et hydrographie
Se référant aux travaux de Tamdjo en 2014(2), Kamga, Kechia et Tamdjo en 2016(3)
La communauté de Lelem appartient au district de santé de Melong. Elle est située dans la plaine des Mbos, à la rive droite du fleuve Nkam dont plusieurs rivières et cours d'eau qui traversent ce village forment ses affluents. Lelem se trouve sur l'axe Melong-Dschang à près de 10 km de l'hôpital de district de Melong et à la même distance des districts de santé de Santchou et de Kekem (une autre zone endemisée de la schistosomiase urinaire) situées dans la région de l'ouest. Sur le plan hydrographique, les rivières Ma'a, Ndang, Mejic, Mbiem, Boagong, Mfreu ou Black Water séparant le département du Moungo et celui de l'ouest, Mboulong se trouvent à Lelem Mouatong .Les rivières Foisneau et Viossat se trouvant à Lelem Mangwete. Ces rivières constituent les sites de contamination de la schistosomiase urinaire à cause des contacts répétés de la population avec ces eaux pour les besoins domestiques, la pêche, la nage, et en plus de l'inondation répétée du fleuve Nkam qui répand les cercaires dans la nature. Ces rivières hébergent les mollusques, hôtes intermédiaires des schistosoma haematobium parasites responsables de la bilharziose urinaire.

## Santé
Lelem est divisé  en deux aires de santé : Lelem Mouatong et Lelem Mangwete. Un centre de santé intégré, une structure sanitaire confessionnelle protestante à lelem Mangwete et une formation sanitaire privée.